# Joar Jedvardsson
Joar Jedvardsson var en svensk storman som levde under 1100-talet.
Källor omtalar honom i kretsen kring Erik den helige och man har också antagit att Joar är identisk med Erik den heliges bror om vilken man endast vet att hans namn började på J. Antagandet bygger på att västnordiska källor försett kung Erik med patronymikonet Jedvardsson. Joar Jedvardsson upptogs som vittne när Knut Eriksson kungjorde att han gjort ett jordabyte med munkarna som tidigare bodde i Viby.
Möjligen var den i början av 1200-talet omnämnde Joar Johansson (som av vissa historiker antagits vara identisk med Joar Blå) en ättling till Joar Jedvardsson. 